# Ierland op de Olympische Winterspelen 2022
Ierland was een van de deelnemende landen aan de Olympische Winterspelen 2022 in Peking, China.

## Deelnemers en resultaten

### Alpineskiën
Maximaal vier deelnemers per onderdeel
Mannen
| Naam       | Onderdeel    | 1e run  | 1e run | 2e run  | 2e run | Totaal  | Totaal |
| Naam       | Onderdeel    | Tijd    | Rang   | Tijd    | Rang   | Tijd    | Rang   |
| ---------- | ------------ | ------- | ------ | ------- | ------ | ------- | ------ |
| Jack Gower | Combinatie   | 1:45,16 | 14     | 52,58   | 12     | 2:37,74 | 12     |
| Jack Gower | Afdaling     | n.v.t.  | n.v.t. | n.v.t.  | n.v.t. | 1:47,61 | 31     |
| Jack Gower | Reuzenslalom | 1:08,30 | 31     | 1:12,26 | 25     | 2:20,56 | 25     |
| Jack Gower | Super G      | n.v.t.  | n.v.t. | n.v.t.  | n.v.t. | DNF     | DNF    |

Vrouwen
| Naam       | Onderdeel    | 1e run  | 1e run | 2e run  | 2e run | Totaal  | Totaal |
| Naam       | Onderdeel    | Tijd    | Rang   | Tijd    | Rang   | Tijd    | Rang   |
| ---------- | ------------ | ------- | ------ | ------- | ------ | ------- | ------ |
| Tess Arbez | Reuzenslalom | DNF     | DNF    | DNF     | DNF    | DNF     | DNF    |
| Tess Arbez | Slalom       | 1:07,83 | 55     | 1:06,78 | 48     | 2:14,61 | 48     |
| Tess Arbez | Super G      | n.v.t.  | n.v.t. | n.v.t.  | n.v.t. | 1:25,18 | 42     |

### Freestyleskiën
Halfpipe
| Naam          | Onderdeel | Kwalificatie | Kwalificatie | Kwalificatie | Kwalificatie | Finale         | Finale         | Finale         | Finale         | Finale |
| Naam          | Onderdeel | Run 1        | Run 2        | Beste        | Rang         | Run 1          | Run 2          | Run 3          | Beste          | Rang   |
| ------------- | --------- | ------------ | ------------ | ------------ | ------------ | -------------- | -------------- | -------------- | -------------- | ------ |
| Brendan Newby | Mannen    | 10,75        | 47,00        | 47,00        | 20           | niet geplaatst | niet geplaatst | niet geplaatst | niet geplaatst | 20     |

### Langlaufen
Maximaal vier deelnemers per onderdeel
Lange afstanden
Mannen
| Naam                     | Onderdeel             | Uitslag   | Uitslag |
| Naam                     | Onderdeel             | Tijd      | Rang    |
| ------------------------ | --------------------- | --------- | ------- |
| Thomas Maloney Westgaard | 15 km klassieke stijl | 40:01,5   | 14      |
| Thomas Maloney Westgaard | 30 km skiatlon        | 1:25:29,8 | 43      |
| Thomas Maloney Westgaard | 50 km vrije stijl     | 1:15:59,0 | 29      |

### Rodelen
Individueel
| Naam         | Onderdeel | Run 1    | Run 1 | Run 2    | Run 2 | Run 3    | Run 3 | Run 4          | Run 4          | Totaal   | Totaal |
| Naam         | Onderdeel | Tijd     | Rang  | Tijd     | Rang  | Tijd     | Rang  | Tijd           | Rang           | Tijd     | Rang   |
| ------------ | --------- | -------- | ----- | -------- | ----- | -------- | ----- | -------------- | -------------- | -------- | ------ |
| Elsa Desmond | Vrouwen   | 1:01,608 | 33    | 1:03,857 | 34    | 1:02,254 | 33    | niet geplaatst | niet geplaatst | 3:07,719 | 33     |

### Snowboarden
Halfpipe
| Naam            | Onderdeel | Kwalificatie | Kwalificatie | Kwalificatie | Kwalificatie | Finale         | Finale         | Finale         | Finale         | Finale |
| Naam            | Onderdeel | Run 1        | Run 2        | Beste        | Rang         | Run 1          | Run 2          | Run 3          | Beste          | Rang   |
| --------------- | --------- | ------------ | ------------ | ------------ | ------------ | -------------- | -------------- | -------------- | -------------- | ------ |
| Seamus O'Connor | Mannen    | 57,00        | 10,25        | 57,00        | 15           | niet geplaatst | niet geplaatst | niet geplaatst | niet geplaatst | 15     |